# Шувалов, Константин Фомич
 Константи́н Фоми́ч Шува́лов  (10 января 1912, Павлодар — 1 марта 1999, Москва) — парторг 2-го стрелкового батальона 467-го стрелкового полка (81-я стрелковая дивизия, 61-я армия, Центральный фронт). Подполковник. Герой Советского Союза.

## Биография
Родился 10 января 1912 года в городе Павлодаре в крестьянской семье. Окончил техникум механизации сельского хозяйства. В 1936—1937 года служил в Красной Армии.
В Красную Армию вновь призван в 1941 году Соликамским ГВК.
В боях в районе села Сокольники Курской области 5 июля 1943 года командир пулемётного взвода младший лейтенант Шувалов огнём своего пулемёта уничтожил до 200 солдат и офицеров противника и подбил 1 танк. За этот подвиг был награждён орденом Красной Звезды.
Парторг батальона лейтенант Шувалов проявил личный пример мужества и отваги в наступательных боях части и при форсировании реки Днепр.
Указом Президиума Верховного Совета СССР «О присвоении звания Героя Советского Союза генералам, офицерскому, сержантскому и рядовому составу Красной Армии» за «образцовое выполнение боевых заданий Командования по форсированию реки Днепр и проявленные при этом отвагу и геройство» лейтенанту Шувалову Константину Фомичу присвоено звание Героя Советского Союза с вручением ордена Ленина и медали «Золотая Звезда».
За умелую постановку партийно-политической работы, личную храбрость и отвагу, проявленную в боях в Берлинском направлении, при форсировании рек Нейссе и Шпрее и в предместьях Берлина в апреле 1945 года заместитель командира 1-го мотострелкового батальона по политчасти гвардии капитан был награждён орденом Красного Знамени.
После окончания войны продолжил службу в армии. В 1946 году окончил курсы усовершенствования офицерского состава при Военной академии бронетанковых и механизированных войск. С 1962 года подполковник Шувалов — в запасе. Жил и работал в Ростове-на-Дону, затем в Одессе.
Умер 1 марта 1999 года. Похоронен на Кунцевском кладбище в Москве.
Память
В Одессе на доме по адресу Армейская 10, где с 1984 по 1999 годы жил Шувалов, установлена мемориальная доска.

## Награды
- Медаль «Золотая Звезда» (15.01.1944)[2][5];
- орден Ленина (15.01.1944);
- орден Красного Знамени (27.05.1945)[4];
- орден Отечественной войны I степени (11.03.1985)[6];
- два ордена Красной Звезды (14.07.1943[1]; ?);
- медаль «За отвагу».